# ريتشي كارل
ريتشي كارل (بالإنجليزية: Richie Karl)‏ هو لاعب غولف أمريكي، ولد في 28 سبتمبر 1944 في جانسون سيتي في الولايات المتحدة.

## وصلات خارجية
- ريتشي كارل على موقع رابطة لاعبي الغولف المحترفين (الإنجليزية)